# Ephialtias monilis
Ephialtias monilis là một loài bướm đêm thuộc họ Notodontidae. Nó phân bố rộng rãi ở thượng Amazonia và Guianas ở Nam Mỹ, bao gồm Peru.